# 1305 en santé et médecine
| Années de la santé et de la médecine : 1302 - 1303 - 1304 - 1305 - 1306 - 1307 - 1308    |
| Décennies de la santé et de la médecine : 1270 - 1280 - 1290 - 1300 - 1310 - 1320 - 1330 |

Cet article présente les faits marquants de l'année 1305 en santé et médecine.

## Événements

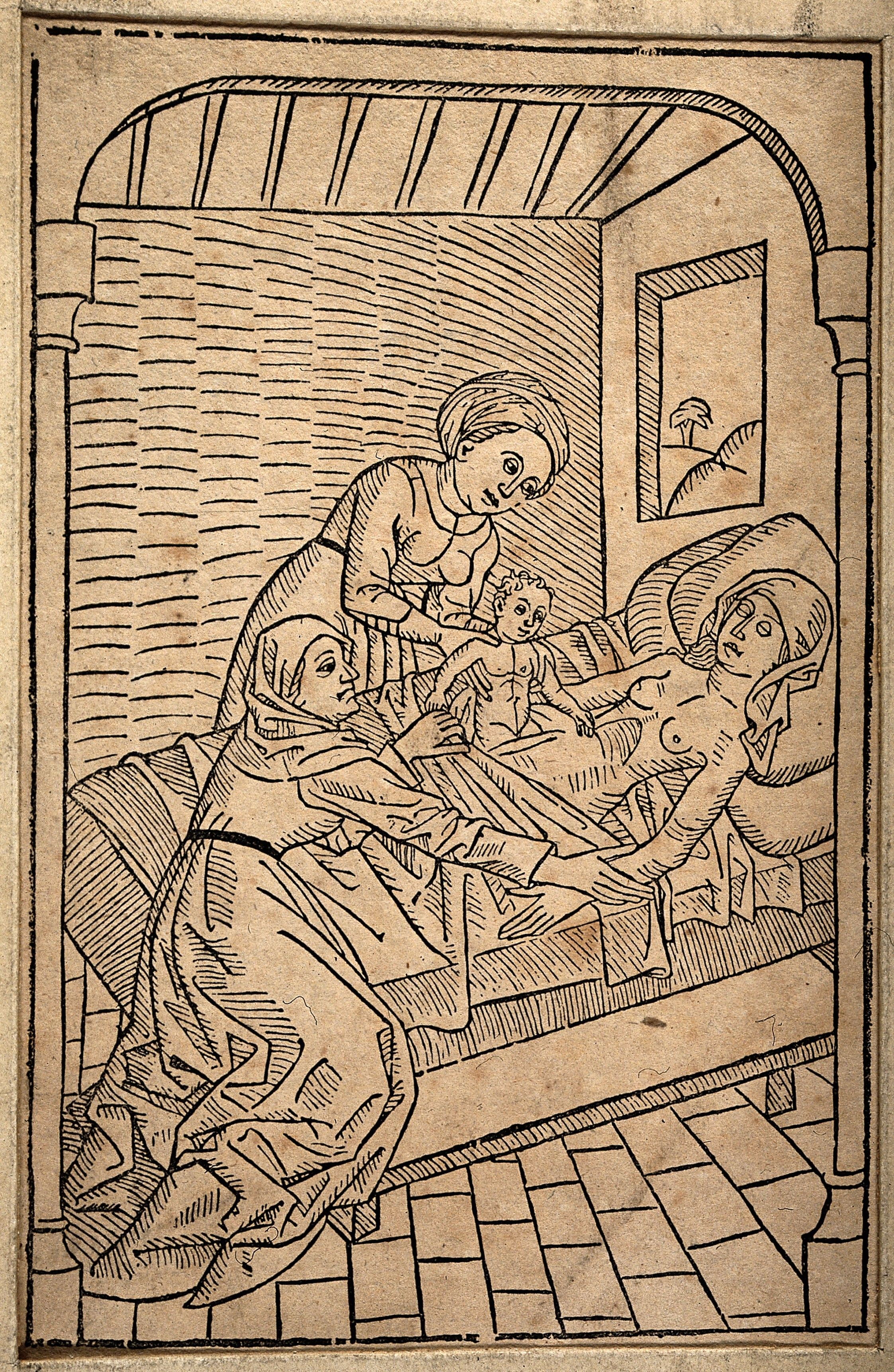
Césarienne
pratiquée sur une femme morte
Gravure sur bois (1483)

- Le chirurgien Leroy de Malines est appelé à Lyon auprès de Jean II, duc de Bretagne, mortellement blessé par l'écroulement d'un mur[1].
- Fondation d'un hôpital « pour les pauvres » (« para pobres ») à Saragosse en Aragon, par le médecin Guillermo Fuerte[2].
- L'évêque de Poitiers, Gautier de Bruges, recommande « que des laïcs soient nommés à la tête des aumôneries, en raison de l'absentéisme des clercs[3] ».
- L'empereur mongol Témur Khan, successeur de Kublai Khan, ordonne que le diagnostic par le pouls soit considéré comme la principale des dix matières à examen, aux études de l'Académie impériale de médecine (T'ai-i yuan[4]).
- Rare cas documenté de césarienne au Moyen Âge, Giordano da Rivalto (it) (1260-1311), dominicain de Florence, fait appel à des médecins et à des sages-femmes pour pratiquer l'opération sur une femme morte[5].

## Publications
- 5 février : le médecin français Bernard de Gordon dédicace aux étudiants et aux jeunes médecins sa Practica seu Lilium medicine[6], traité de médecine pratique qui restera abondamment consulté jusque dans les premières décennies du XVIIe siècle[7].
- Vers 1305 : Pierre de Crescent rédige son traité d'agriculture (Ruralium commodorum opus), où la médecine vétérinaire occupe une place essentielle et dont, sur cinquante-sept chapitres consacrés aux soins à apporter aux chevaux, quarante-huit le sont exclusivement à leurs maladies[8].

## Personnalités
- Fl. Albayrac, médecin, sans doute à Rodez[9].
- Fl. Astruc, médecin juif de Carcassonne, comme son père Isaac[10].
- Fl. Bonjudas[10] et David Bonsenior, médecins juifs de Narbonne[10].
- Fl. Colin Andrieu, barbier à Castelsarrasin[10].
- Fl. Durand Martin, médecin, fondateur d'une chapellenie à Mende, en Gévaudan[10].
- Fl. Jean, barbier de Jean de Bellevesvre, seigneur de Chay[10].
- 1305-1309 : fl. Jean de Fonte, médecin de Marguerite de France, reine d'Angleterre[9].
- 1305-1322 : fl. Guillaume de Brescia (de), médecin du pape Clément V à Avignon, auteur de Questiones de tyriaca (« Questions sur la thériaque ») influencées par Arnaud de Villeneuve[9].

## Naissance
- Vers 1305 : Thomas del Garbo (mort en 1370), professeur de médecine à Pérouse et à Bologne, ami de Pétrarque, fils de Dino del Garbo[11].

## Décès
- 1305 ou 1306 : Jacob ibn Tibbon (né vers 1236), astronome, médecin et traducteur juif provençal[12].